# Liste des saints Louis
Pour les articles homonymes, voir Louis et Saint-Louis.
La graphie saint Louis (ci-dessous) désigne plusieurs saints et bienheureux catholiques, le plus célèbre étant Louis IX de France.
Celle de Saint-Louis désigne des lieux géographiques, des édifices, des institutions…

## Saints catholiques
Par ordre chronologique du décès présumé :
- Louis de Cordoue (?)
- Louis IX (1214-1270), roi de France.
- Louis d'Anjou (1274-1297), ou Louis de Toulouse, évêque de Toulouse, fils de Charles II d'Anjou ; fêté le 19 août
- Louis de Gonzague (1568-1591)
- Louis Ibarchi (1585-1597)
- Louis Martin (1823-1894), père de Thérèse de Lisieux
- Louis Versiglia (1873-1930), ou Luigi Versiglia, évêque salésien italien, missionnaire, un des 120 martyrs de Chine ; fêté le 13 novembre
- Louis Orione (1872-1940), prêtre et fondateur d'ordres religieux; fêté le 12 mars

Et aussi, avec un prénom composé : 
- Louis-Marie Grignion de Montfort (1673-1716), prêtre, évangélisateur de la Vendée

### Bienheureux catholiques
Par ordre chronologique du décès présumé :
- Louis IV de Thuringe (1200-1227), landgrave de Thuringe, époux de sainte Élisabeth de Hongrie
- Louis de Hongrie (?-1382), dit Louis le Grand, roi de Hongrie
- Louis Aleman (?-1450), archevêque d'Arles et cardinal
- Louis Morbioli (1439-1495)[1]
- Louis Correa (?-1570)
- Louis Bertrand (1526-1581)
- Louis Cavara (?-1622)
- Louis Chakichi (?-1622)
- Louis Flores (1570-1622)
- Louis Nifaki (?-1622)
- Louis Baba (?-1624)
- Louis Sasanda (?-1624)
- Louis Sotelo (?-1624)
- Louis Naisen (1619-1626)
- Louis Maki (?-1627)
- Louis Someyon (?-1627) ou Louis Matzuo
- Louis Barreau de la Touche (?-1792)
- Louis Martin (1823-1894)
- Louis Tezza (?-1923), prêtre religieux Camillien et fondateur des Filles de Saint Camille ; fêté le 26 septembre.

Et aussi, avec un prénom composé :
- Jean-Louis Bonnard (1824-1852), prêtre des Missions étrangères de Paris, l'un des 117 Martyrs du Viêt-Nam ; fêté le 24 novembre.
- Louis Marie Palazzolo (1827-1886) fondateur des Sœurs des pauvres de Bergame, fêté le 15 juin.
- Louis-Zéphirin Moreau (1824-1901), évêque catholique du diocèse de Saint-Hyacinthe ; fêté le 24 mai.
- Louis Campos Gorriz (?-1936), avec Mariano Adradas Gonzalo ou Jean-Jésus et ses compagnons, bienheureux, martyrs espagnols de la Guerre d'Espagne ; fêtés le 28 novembre[2].
- Louis-Roch Gientyngier (1904-1941), bienheureux, né à Zarki en Pologne, prêtre et martyr des Nazis à Dachau en Allemagne ; fêté le 30 novembre[3].
- Luigi et Maria (XXe siècle), Louis Beltrame Quattrocchi (1880-1951) et son épouse Marie Corsini (1884-1965), père et mère de famille exemplaires[4],[5] ; fêtés le 25 novembre[6].